# Charities Aid Foundation
Фонд благотворительной помощи (Charities Aid Foundation, CAF) — зарегистрированная британская благотворительная организация. CAF предоставляет услуги и помощь британским и международным благотворительным организациям и их донорам, а также способствует пожертвованиям благотворительным организациям. Его главный офис находится в бизнес-парке Kings Hill, West Malling, Kent, а второй офис — в Лондоне на улице St Bride, EC4A 4AD. 

## История
В 1924 году Национальный совет социального обслуживания (National Council of Social Service) создал Департамент пожертвований (Charities Department), чтобы способствовать эффективной благотворительности. Позднее этот отдел был переименован в Фонд благотворительной помощи ( Charities Aid Fund), а Национальный совет социального обслуживания стал Национальным советом волонтёрских организаций (National Council for Voluntary Organisations, NCVO). Фонд благотворительной помощи получил свое нынешнее название в 1974 году, когда был выделен из NCVO в качестве независимой организации. Его проекты включают CAF Venturesome, инвестиционный фонд высокого риска, и Charity Bank, который стал независимым в 2002 году. 

## Деятельность
CAF предоставляет услуги благотворительным организациям, предприятиям и частным лицам в Великобритании и за рубежом, включая помощь в сборе средств,  консультационные услуги,  кредиты и гранты . 

### Услуги для благотворительных организаций
CAF владеет и управляет банком CAF Bank, который предлагает банковские услуги британским благотворительным организациям. Продукты включают текущие счета, бесплатный онлайн-банкинг, включая двойную авторизацию,  срочные кредиты, финансирование развития, средства оборотного капитала, средства овердрафта и финансирование денежных потоков. 17 октября 2016 года CAF изменит свои условия, включая введение ежемесячной платы в размере 5 фунтов стерлингов за каждый имеющийся денежный счет. 
Это был первый банк, предложивший свои услуги исключительно некоммерческим организациям.  CAF Bank Limited уполномочен и регулируется Управлением по финансовым услугам  и на него распространяется Служба финансового омбудсмена. 
CAF также владеет и управляет CAF Donate, онлайн-платформой обработки пожертвований, предоставляющей благотворительным организациям инструменты для сбора средств через Интернет, мобильные устройства, Facebook и обработка пожертвований, полученных по почте и по телефону.    В 2016 году CAF объявила, что платформа обработала более 50 миллионов фунтов стерлингов для 2300 благотворительных организаций.  
CAF предоставляет финансовые услуги 1250 благотворительным организациям (в 2017 году), и их профиль возрос, так как правила США / Великобритании по борьбе с отмыванием денег угрожают существующим благотворительным банковским счетам, поскольку они считаются высокорисковыми. 

### Услуги для бизнеса
CAF Give As You Earn (GAYE) — самая популярная схема выплаты заработной платы в Великобритании,  помогающая около 2700 компаниям и 200 000 сотрудников ежегодно выделять более 70 миллионов фунтов стерлингов на благотворительность. 
Счета компании CAF позволяют компаниям эффективно платить налоги и безопасно жертвовать на благотворительные нужды по всему миру. 
CAF также готовит ежегодный отчет о проверке корпоративных дотаций FTSE 100 . 

### Услуги для индивидуальных доноров
CAF использует схему Charity Account, систему, которая действует как текущий счет для благотворительных пожертвований.  Учетная запись позволяет владельцам счетов делать пожертвования на благотворительные цели через личный счет, по телефону, по почте или через Интернет и может быть открыт как минимум за 10 фунтов стерлингов.  Пожертвования имеют право на налоговые льготы в соответствии с правилами безвозмездной помощи.  Пожертвования могут быть анонимными, и, поскольку платежи могут быть сделаны только зарегистрированным благотворительным организациям, учетная запись не позволяет владельцам счетов делать пожертвования фиктивным благотворительным организациям.  Финансовый журналист Мартин Льюис использует благотворительный счет для хранения 10 миллионов фунтов стерлингов, которые он пообещал на благотворительность после продажи MoneySavingExpert.com 

## World Giving Index
CAF выпускает глобальное исследование щедрости под названием World Giving Index каждый год  которое сопоставляет большинство стран мира по трем показателям — помощь незнакомым лицам, пожертвование денег и волонтерство. 
Мьянма возглавила Всемирный индекс благотворительности CAF 2015 

## Вторник благотворительности
CAF несут ответственность за британский филиал Giving Tuesday, всемирный день благотворительности. 

## Награды и аккредитация
CAF является участником Схемы компенсации финансовых услуг (FSCS), схемы гарантирования вкладов в Великобритании  . 

## Внешние ссылки
- CAF On Line